# Прогресс (Вологодская область)
Прогресс — деревня в Шекснинском районе Вологодской области. Административный центр сельского поселения Никольского и Никольского сельсовета.
Расстояние до районного центра Шексны по автодороге — 1 км. Ближайшие населённые пункты — Кренево, Братовец, Пронино, Костинское, Деменское, Большое Митенино.
По переписи 2002 года население — 579 человек (276 мужчин, 303 женщины). Преобладающая национальность — русские (98 %).